# Atbara (Soudan)
Pour les articles homonymes, voir Atbara.

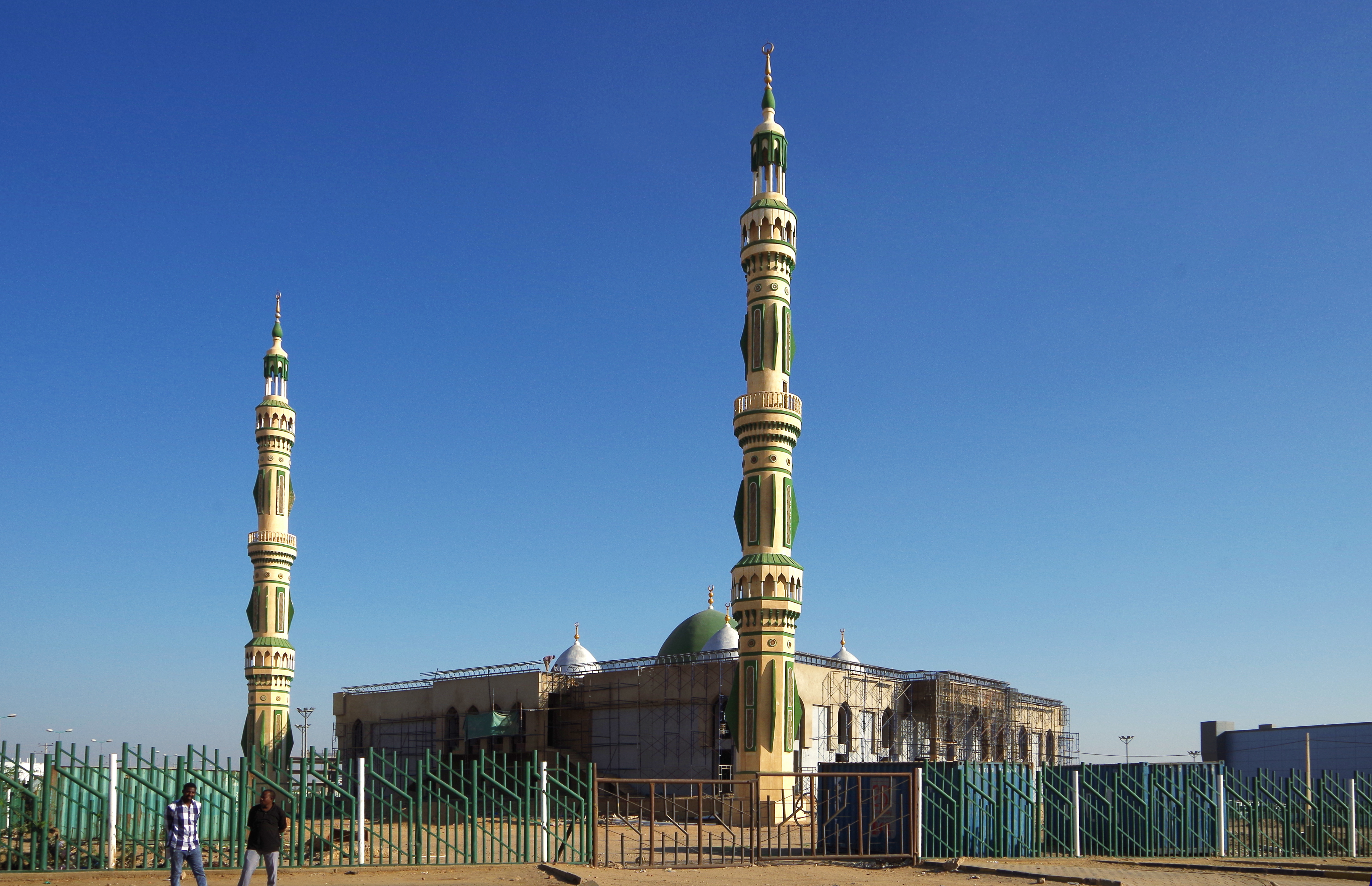
Nouvelle mosquée (2017).

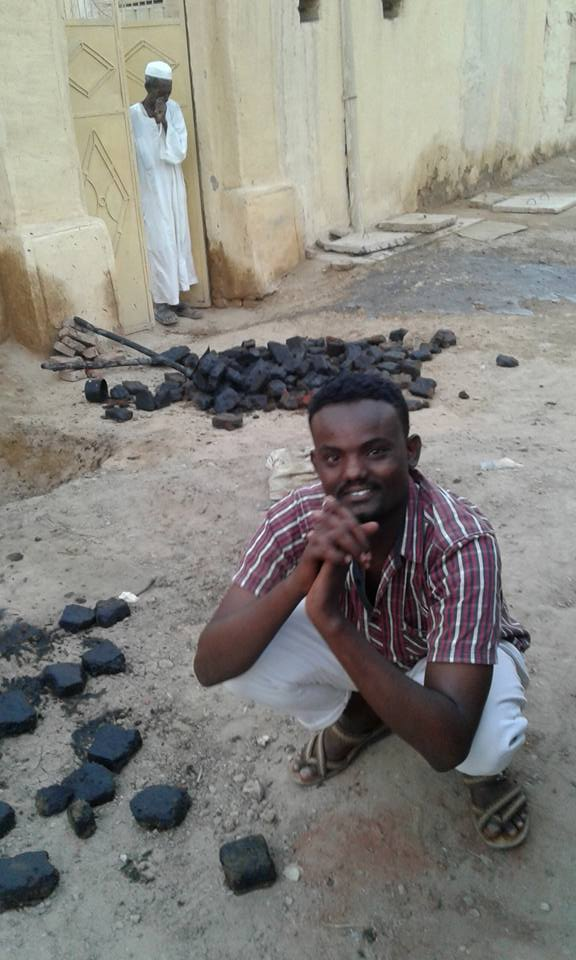
Vendeur de charbon de bois (2020).

Atbara est une ville du Soudan dans l'État du Nil, à 250 km au nord de Khartoum. La ville se situe à la confluence de l'Atbara et du Nil.
La population de la ville s'élevait à 80 000 habitants en 2000.
Atbara possède un aéroport (code AITA : ATB).
Durant l'épidémie de grippe aviaire de 2007-2008, un foyer de la maladie aurait été dépisté le dimanche 7 mai 2006 selon un rapport envoyé par le Soudan à l’OIE. 
La ville est considérée comme le berceau du syndicalisme soudanais. Une grève des cheminots d'Atbara en 1948 aboutit à la légalisation des syndicats.  
la ville a été aussi le point de départ des révolutions d’octobre 1964 et d’avril 1985 , ainsi que de la mobilisation citoyenne de décembre 2018 qui a abouti à la chute du régime de Omar el-Bechir . 